# Aletia hyphilare
Aletia hyphilare är en fjärilsart som beskrevs av Jacob Hübner 1827. Aletia hyphilare ingår i släktet Aletia och familjen nattflyn. Inga underarter finns listade i Catalogue of Life.